# Viktor Menart
Viktor Menart, slovenski biokemik, kemik in biotehnolog, * 30. maj 1951, Kalce pri Logatcu, † 1. februar 2007, Logatec.

## Življenjepis
Diplomiral je 1978 iz kemije na Fakulteti za naravoslovje in tehnologijo Univerze v Ljubljani. Diplomsko nalogo je opravil iz organske kemije pri prof. Branku Stanovniku. Podiplomski študij je opravljal, ko je delal pri prof. Božu Plesničarju, kasneje pa je postal asistent pri prof. Cvetu Klofutarju, kjer je raziskoval novo metodo za določanje organskih kislin v sadnih sokovih. Bil je med ustanovnimi člani Jamarskega kluba Železničar (1977) in v tistih letih med njegovimi najaktivnejšimi člani, tudi že takrat, ko so jamarji delovali v okviru Jamarske sekcije Planinskega društva Železničar. Med jamarji je bil znan pod imenom »Dedi«.
Leta 1983 se je zaposlil v podjetju Lek, kjer je bil vodja analitske službe v enoti Kontrola, leta 1989 pa je postal vodja oddelka Biotehnologija v enoti Razvoj in raziskave. Na Kemijskem inštitutu je sodeloval pri vpeljavi metod genskega in proteinskega inženirstva v okviru mešane raziskovalne skupine, ki so jo sestavljali zaposleni v Leku ter raziskovalci s Kemijskega inštituta. Doktoriral je leta 2000 in se konec istega leta dopolnilno zaposlil na Kemijskem inštitutu v Laboratoriju za biosinteze in biotransformacije. Nazadnje je vodil Lekov oddelek Nove tehnologije, kjer je bil odgovoren za uvajanje postopkov modifikacije farmacevtsko zanimivih proteinov in razvoj novih bioloških zdravil. Bil je mentor pri eni raziskovalni nalogi, eni diplomi (desetkrat komentor), enem magisteriju (enkrat komentor) in dveh doktoratih.
Leta 2002 je dobil Zlato priznanje Gospodarske zbornice za inovacije (skupaj s Simono Jevševar in Vladko Gaberc-Porekar, leta 2003 pa Lekovo plaketo dela. Leta 2008 so na Kemijskem inštitutu odprli nov laboratorij, ki nosi njegovo ime (Menartov nanobiotehnološki laboratorij).

## Delo
Ko je postal vodja oddelka Biotehnologija v Leku, se je vključil v projekt Peptidi, ki je predstavljal začetek razvoja biofarmacevtikov v tem podjetju. Nadaljevali so z razvojem postopkov za pridobivanje dejavnika tumorske nekroze alfa, ki je veljal za perspektivno novo zdravilo. Hkrati so pripravljali analoge tega proteina in ugotavljali njihove strukturne in fiziološke lastnosti. Dalj časa se je njegova skupina ukvarjala tudi s postopki čiščenja označenih proteinov na imobiliziranih kovinskih ionih, ugotavljali pa so tudi lastnosti tako imenovanih »neklasičnih« inkluzijskih teles pri proizvodnji tujih proteinov v bakterijski citoplazmi. Strokovno je bil najzahtevnejši projekt razvoja tehnologije za pridobivanje rekombinantnega zdravila filgrastima, za kar je bil tudi nagrajen.

### Izbor objav

#### Znanstveni članki
Skupno je bil avtor oz. soavtor 22 izvirnih člankov v znanstvenih revijah.
- B. Plesničar, V. Menart, M. Hodošček, J. Koller, F. Kovač, J. Škerjanc. Calorimetric, 1H nuclear magnetic resonance, and molecular orbital studies of hydrogen bonding between peroxy acids and oxygen bases. Implications for mono-oxygen donation potential of peroxy acids. J. Chem. Soc., Perkin trans., II. [Print ed.], 1986, str. 1397-1405, graf. prikazi. (COBISS)
- J. Lukša, V. Menart, S. Miličić, B. Kus, V. Gaberc-Porekar, D. Josić. Purification of human tumour necrosis factor by membrane chromatography. J. chromatogr., 1994, vol. 661, str. 161-168. (COBISS)
- G. Serša, M. Čemažar, V. Menart, V. Gaberc-Porekar, D. Miklavčič. Anti-tumor effectiveness of electrochemotherapy with bleomycin is increased by TNF-[alpha] on SA-1 tumors in mice. Cancer letters [Print ed.], 1997, vol. 116, str. 85-92. (COBISS)
- V. Gaberc-Porekar, V. Menart, S. Jevševar, A. Videnšek, A. Štalc. Histidines in affinity tags and surface clusters for immobilized metal-ion affinity chromatography of trimeric tumor necrosis factor [alpha]. J. chromatogr., 1999, vol. A852, no. 1, str. 117-128. (COBISS)
- S. Novaković, U. Čegovnik, V. Menart, V. Galvani, B. Wraber-Herzog. Construction of an expression cassette with hTNF-alpha gene for transient expression of the gene in mammalian cells. Anticancer res., jan/feb 2001, let. 21, št. 1A, str. 365-371, ilustr. (COBISS)
- V. Menart, S. Jevševar, M. Vilar, A. Trobiš, A. Pavko. Constitutive versus thermoinducible expression of heterologous proteins in Escherichia coli based on strong PR,PL promoters from phage lambda. Biotechnol. bioeng., 2003, vol. 83, no. 2, str. [181]-190. (COBISS)
- S. Jevševar, V. Gaberc-Porekar, I. Fonda, B. Podobnik, J. Grdadolnik, V. Menart. Production of nonclassical inclusion bodies from which correctly folded protein can be extracted. Biotechnol. prog.. [Print ed.], 2005, vol. 21, no. 2, str. 632-639. (COBISS)
- V. Gaberc-Porekar, I. Zore, B. Podobnik, V. Menart. Obstacles and pitfalls on the PEGylation of therapeutic proteins. Curr. opin. drug discov. dev., 2008, vol. 11, no. 2, str. 242-250. (COBISS)

#### Patenti
S sodelavci je prijavil skupno 10 patentov.
- V. Menart, V. Gaberc-Porekar, S. Jevševar. Process for the production of a heterologous protein : international patent publication no. WO 2004/015124 A1, international publication date 19 February 2004 : also published as AU2003250347, EP1527188, JP2006502708T, SI21273, US200528300. [S.l.]: World Intellectual Property Organization, 2004. 38 str. + 4 str. pril. (COBISS)
- B. Podobnik, V. Gaberc-Porekar, V. Menart. Stable pharmaceutical composition comprising granulocyte-colony stimulating factor : international patent publication no. WO2005042024 A1, international publication date 12 May 2005 : also published as EP1682184, CN1878570, CN1878570, AU2003283664. [S. l.]: World Intellectual Property Organization, 2005. (COBISS)
- V. Menart, V. Gaberc-Porekar, T. Vasle-Preradov, A. Jesenko, B. Podobnik. One step IMAC (MCAC) purification of proteins : international patent publication no. WO 2008/006899 A1, publication date 17 January 2008 : also published as EP1878739. [S.l.]: WIPO - World Intellectual Property Organization, 2008. (COBISS)